# Спільнота «Емаус-Оселя»

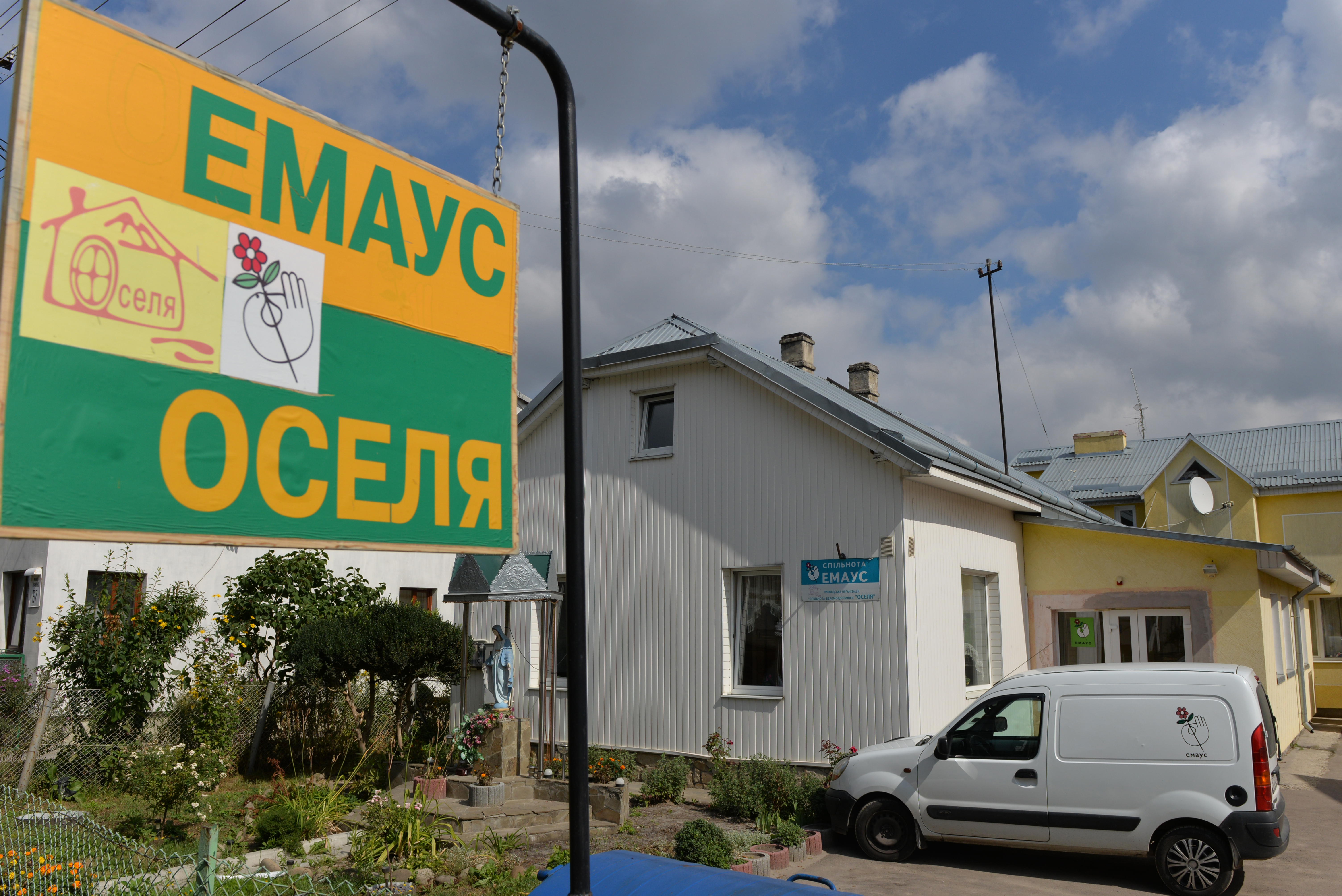
Будинок спільноти "Емаус-Оселя"

Спільнота "Емаус-Оселя" (повна назва – Львівська міська громадська організація "Спільнота взаємодопомоги "Емаус-Оселя") – це громадська неприбуткова організація, яка працює у Львові і Винниках з 2002 року. Організація надає соціальні послуги безпритульним людям через залучення їх до життя та праці у спільноті, соціальних та екологічних проектів, активного громадського життя. 

## Історія
Організацію заснували Олеся Саноцька, Роман Прочко та Наталія Саноцька у 2002 році. Олеся Саноцька і Роман Прочко працювали  в органазації "Дорога" з узалежненими людьми, які після лікування не могли інтегруватися у суспільство через втрачені родинні та соціальні зв'язки. Перебуваючи на стажуванні у Польщі в організаціях "Барка" та "Емаус", вони вирішили втілити підходи, які застосовували ці організації у роботі з узалежненими та бездомними людьми у новоствореній організації "Оселя".
Свої перші акції "Оселя" організувала у 2003 році. Це були Різдвяний Святвечір та Великодній сніданок для самотніх та убогих людей, які зібрали за спільним столом кількасот осіб. Акції відбувалися на території собору Святого Юра у співпраці із Шипиталем ім. Шептицького. Навесні 2003 року за фінансової підтримки Міжнародного руху "Емаус" "Оселя" придбала приміщення у м. Винники для облаштування будинку спільноти для бездомних людей. Влітку у будинку оселилися перші мешканці.

## Проєкти
Спільнота або центр ресоціалізації бездомних людей, які разом живуть, працюють, ведуть спільне господарство, вчаться вирішувати життєві проблеми, правильно використовувати зароблені спільною працею кошти. Життя у Спільноті спрямоване на допомогу бездомним людям навчитися бути відповідальними за своє життя, співпрацювати з іншими, здобути навички піклування про себе та інших. У спільноті у Винниках проживають 30 бездомних людей.   "Оселя" здійснює свою діяльність як соціальне підприємство – значну частину коштів на утримання спільноти та реалізацію соціальних проектів заробляють самі мешканці спільноти.
Збір вживаних речей. "Оселя" збирає від населення непотрібні їм речі – меблі, одяг, посуд, книги та інші речі домашнього вжитку для подальшого перевикористання або переробки. У 2013 році організація встановила перші в Україні контейнери для вживаного одягу у різних районах міста Львова. 
Зібрані речі мешканці спільноти та волонтери сортують, ремонтують при необхідності, і реалізують у благодійних крамницях або віддають малозабезпеченим, безпритульним людям в Осередку.
Благодійні крамниці. "Оселя" провадить дві благодійні крамниці (у Винниках і у Львові), де реалізовується частина речей, зібраних від населення для благодійних проектів. Увесь дохіж від діяьності крамниць використовується для соціальних проектів. 
Майстерня ремонту меблів. У майстерні мешканці спільноти ремонтують меблі на замовлення. Майстерня є місцем навчання навичок ремонту та додатковим джерелом отримання коштів для соціпльних проектів.
Центр підтримки людей, які втратили дім, імені Олесі Саноцької (в минулому – Осередок підтримки бездомних людей ім. Кофоеда) надає санітарно-гігієнічні послуги, а також послуги харчування, прання, видачу одягу, стрижки і т.д людям, які живуть на вулиці чи в умовах, коли не можуть собі забезпечити цього. 
Вулична робота. Мешканці спільноти дотримуються принципів солідарності із людьми, які живуть на вулиці. Щочетверга вони роздають у центрі Львові гарячі обіди, та продовжуть організовувати Різдвяні та Великодні трапези та подарунки від Святого Миколая.

## Цікаві факти
1. Спільнота "Емаус-Оселя" є членом Міжнародного руху "Емаус", до якого входять більше 400 організацій у 40 країнах світу.
2. 28 березня 2004 року у Львівському історичному музеї  "Спільнота "Емаус - Оселя" провела виставку меблів, відреставрованих руками бездомних людей. Вона була підсумком першого року функціонування спільноти та реставраційної майстерні. Виставка завершилась благодійним аукціоном, на якому були розкуплені майже всі лоти. Дві відреставровані гуцульські скрині придбала відома дизайнерка Оксана Караванська. [5]
3. У січні 2006 року під час рекордно низьких температур у Львові Спільнота “Емаус-Оселя” разом з організацією “Самопоміч”, Міністерством надзвичайних ситуацій, Громадським Форумом Львова, організувала наметове містечко для бездомних людей. У військових наметах на стадіоні “Україна” прихистили понад 200 бездомних людей. [6] Після розформування наметового містечка, “Оселя” та інші громадські організації апелювали до влади міста про необхідність створення притулку для бездомних людей. Через кілька місяців Львівська міська рада відкрила центр обліку бездомних людей, і через три роки – першу міську нічліжку.
4. Із 2008 по 2017 рік "Спільнота "Емаус - Оселя" видавала вуличний журнал "Просто неба", до створення якого на волонтерських засадах приєдналися відомі письменники, митці та журналісти. У журналі друкувався фотопроект Ростислава Шпука "Без Ознак Мистецького Життя" – відомі письменники фотографувалися у образі безпритульних людей. [7]